# Polskie sieci kablowe
Polskie sieci kablowe – według szacunków KRRiT w 2005 roku funkcjonowało w Polsce ponad 500 operatorów sieci telewizji kablowej. Według danych GUS z 2012 roku z telewizji kablowych korzystało ok. 4,898 mln abonentów. Telewizje kablowe są siecią telekomunikacyjną, która pozwala na oferowanie abonentom pakietu programów radia i telewizji oraz coraz częściej szerokiego asortymentu interaktywnych usług multimedialnych (tj. stacjonarny oraz mobilny internet, telefon i VOD).

## Oferowane usługi
Operatorzy sieci kablowych w Polsce oferują następujące usługi swoim abonentom:
- Transmisja programów telewizyjnych i radiowych
  - Telewizja cyfrowa – aktualnie wszyscy operatorzy kablowi działający na krajowym rynku świadczą dostęp do telewizji cyfrowej, także w technologiach HDTV oraz 3D. Oferta cyfrowa zawiera także programy radiowe.
  - Telewizja analogowa – obecnie nie jest już w Polsce używana. Ostatnia sieć, która świadczyła usługi telewizji analogowej, Inea, zakończyła jej nadawanie 31 marca 2024[3].
- Dostęp do Internetu – prawie wszyscy operatorzy działający na polskim rynku świadczą usługi dostępu do internetu.
- Telefonia – usługi telefonii stacjonarnej wykorzystującej technologię cyfrową oferuje kilkunastu operatorów kablowych. Kilku operatorów oferuje usługi telefonii mobilnej.
- Autorskie programy telewizji lokalnych – stanowią unikalną ofertę w sieciach operatorów kablowych. Na terenie Polski ponad 120 niezależnych redakcji realizuje programy zawierające lokalne informacje i wydarzenia z miast i regionów, w których znajdują się ich siedziby. Programy te są emitowane dla lokalnych abonentów sieci kablowych. Na razie tylko kilka z nich dostępnych jest w ofercie telewizji cyfrowej.

## Największe sieci kablowe

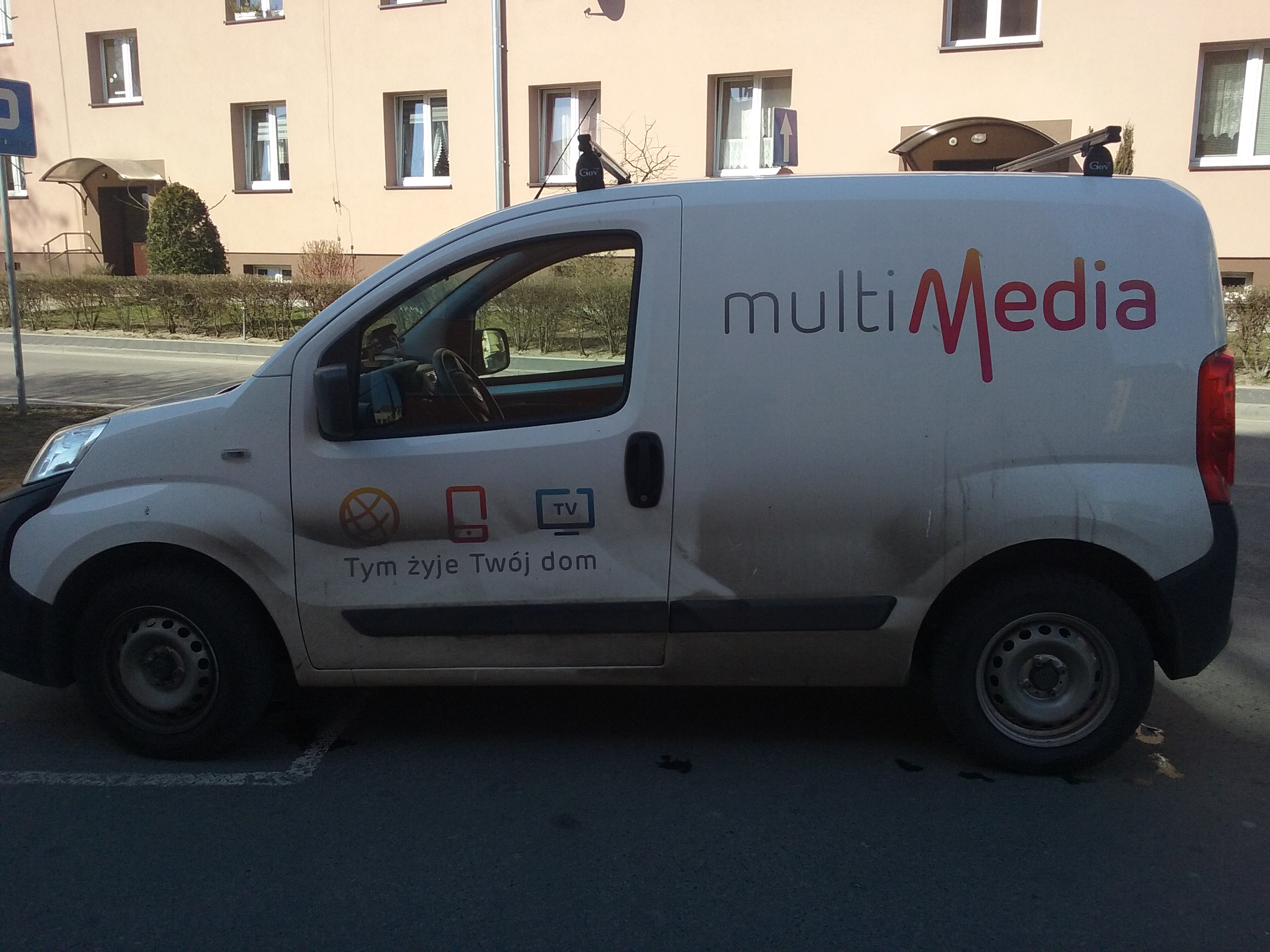
Samochód techników multiMedia Polska w Tomaszowie Mazowieckim

W ostatnich latach początku XXI w. coraz częściej dochodzi do konsolidacji rozdrobnionego polskiego rynku operatorów kablowych i dostawców szerokopasmowego internetu. Przykładem może być przejęcie przez UPC Polska sieci kablowej Aster 2 stycznia 2012 roku (wtedy 4. największej pod względem liczby abonentów) czy przejęcie przez Multimedia Polska w maju 2012 r. sieci Stream Communications (7. pod względem liczby abonentów). Przez kilka lat media branżowe donosiły o planach przejęcia Multimedia Polska przez UPC, jednak ostatecznie nie doszło do transakcji, również, ze względu na zastrzeżenia Urzędu Ochrony Konkurencji i Konsumentów co do nadmiernej koncentracji kapitału. Ostatecznie 1 lutego 2020 r. doszło do przejęcia Multimedia Polska przez Grupę Vectra, w wyniku czego utworzona została największa sieć kablowa na polskim rynku telekomunikacyjnym.
Na dzień 30 września 2019 r. w Polsce największymi operatorami telewizji kablowej według danych Polskiej Izby Komunikacji Elektronicznej (PIKE) byli:
| Nr        | Nazwa operatora | Liczba ogólna abonentów | Udział w rynku | Liczba obsługiwanych miejscowości | Liczba abonentów telewizji | Liczba abonentów telewizji | Liczba abonentów internetu | Liczba abonentów internetu | Liczba abonentów telefonii | Liczba abonentów telefonii |
| Nr        | Nazwa operatora | Liczba ogólna abonentów | Udział w rynku | Liczba obsługiwanych miejscowości | analogowej                 | cyfrowej                   | stacjonarnego              | mobilnego                  | stacjonarnej               | mobilnej                   |
| --------- | --------------- | ----------------------- | -------------- | --------------------------------- | -------------------------- | -------------------------- | -------------------------- | -------------------------- | -------------------------- | -------------------------- |
| 1         | Vectra          | 1 700 056               | 38,72%         | 176                               | 170 575                    | 709 439                    | 576 993                    | 10 564                     | 182 650                    | 9857                       |
| 1         | Vectra          | 1 700 056               | 38,72%         | 176                               | 880 014                    | 880 014                    | 587 557                    | 587 557                    | 192 507                    | 192 507                    |
| 2         | UPC Polska      | 1 435 500               | 31,77%         | 140                               | 198 200                    | 1 013 500                  | 1 117 500                  | b.d.                       | 627 900                    | b.d.                       |
| 2         | UPC Polska      | 1 435 500               | 31,77%         | 140                               | 1 211 700                  | 1 211 700                  | 1 117 500                  | 1 117 500                  | 627 900                    | 627 900                    |
| 3         | Inea            | 250 000                 | 5,56%          | 24                                | b.d.                       | 200 000                    | 187 000                    | b.d.                       | 94 000                     | b.d.                       |
| 3         | Inea            | 250 000                 | 5,56%          | 24                                | 200 000                    | 200 000                    | 187 000                    | 187 000                    | 94 000                     | 94 000                     |
| 4         | Toya            | 180 000                 | 3,89%          | 8                                 | 23 000                     | 120 000                    | 115 000                    | 2500                       | 21 000                     | 2500                       |
| 4         | Toya            | 180 000                 | 3,89%          | 8                                 | 143 000                    | 143 000                    | 117 500                    | 117 500                    | 23 500                     | 23 500                     |
| 5         | Petrus          | 50 000                  | 1,11%          | 11                                | 2000                       | 48 000                     | 26 000                     | –                          | 7000                       | –                          |
| 5         | Petrus          | 50 000                  | 1,11%          | 11                                | 50 000                     | 50 000                     | 26 000                     | 26 000                     | 7 000                      | 7 000                      |
| 6         | Promax          | 37 900                  | 0,84%          | 50                                | 30 400                     | 32 100                     | 25 800                     | 60                         | 5000                       | brak                       |
| 6         | Promax          | 37 900                  | 0,84%          | 50                                | 62 500                     | 62 500                     | 25 860                     | 25 860                     | 5 000                      | 5 000                      |
| 7         | Sat Film        | 24 000                  | 0,53%          | 50                                | 10 500                     | 18 500                     | 20 000                     | 3700                       | 8000                       | –                          |
| 7         | Sat Film        | 24 000                  | 0,53%          | 50                                | 29 000                     | 29 000                     | 23 700                     | 23 700                     | 8 000                      | 8 000                      |
| pozostali | pozostali       | b.d.                    | 13,37%         | b.d.                              | b.d.                       | b.d.                       | b.d.                       | b.d.                       | b.d.                       | b.d.                       |

Na dzień 30 września 2021 r. operator sieci UPC opublikował dane dotyczące sieci:
| Nazwa operatora | Liczba ogólna abonentów | Udział w rynku | Liczba obsługiwanych miejscowości | Zasięg sieci (liczba gospodarstw domowych) | Liczba abonentów telewizji | Liczba abonentów telewizji | Liczba abonentów internetu | Liczba abonentów internetu | Liczba abonentów telefonii | Liczba abonentów telefonii |
| Nazwa operatora | Liczba ogólna abonentów | Udział w rynku | Liczba obsługiwanych miejscowości | Zasięg sieci (liczba gospodarstw domowych) | analogowej                 | cyfrowej                   | stacjonarnego              | mobilnego                  | stacjonarnej               | mobilnej                   |
| --------------- | ----------------------- | -------------- | --------------------------------- | ------------------------------------------ | -------------------------- | -------------------------- | -------------------------- | -------------------------- | -------------------------- | -------------------------- |
| UPC Polska      | 1 548 000               | 31,77%         | 140                               | 3 684 000                                  | 0                          | 1 373 000                  | 1 325 000                  | b.d.                       | 608 700                    | 116 100                    |
| UPC Polska      | 1 548 000               | 31,77%         | 140                               | 3 684 000                                  | 1 373 000                  | 1 373 000                  | 1 325 000                  | 1 325 000                  | 724 800                    | 724 800                    |